# Liste der Biografien/Hij
Liste der Biografien |
Portal Biografien |
Personensuche
# |
A |
B |
C |
D |
E |
F |
G |
H |
I |
J |
K |
L |
M |
N |
O |
P |
Q |
R |
S |
T |
U |
V |
W |
X |
Y |
Z |
?
 
Ha |
Hd |
He |
Hi |
Hj |
Hk |
Hl |
Hm |
Hn |
Ho |
Hr |
Hs |
Ht |
Hu |
Hv |
Hw |
Hy
 
Hia |
Hib |
Hic |
Hid |
Hie |
Hif |
Hig |
Hih |
Hii |
Hij |
Hik |
Hil |
Him |
Hin |
Hio |
Hip |
Hir |
His |
Hit |
Hiv |
Hiw |
Hix |
Hiy |
Hiz
Die Liste der Biografien führt alle Personen auf, die in der deutschsprachigen Wikipedia einen Artikel haben. Dieses ist eine Teilliste mit 21 Einträgen von Personen, deren Namen mit den Buchstaben „Hij“ beginnt.

## Hij

### Hijg
- Hijgenaar, Yvonne (* 1980), niederländische Radrennfahrerin

### Hiji
- Hijii, Mika (* 1982), japanische Schauspielerin
- Hijikata, Hayato (* 1986), japanischer Poolbillardspieler
- Hijikata, Hisamoto (1833–1918), japanischer Regierungsbeamter und Politiker
- Hijikata, Rinky (* 2001), australischer TennisspielerRinky Hijikata (* 2001)

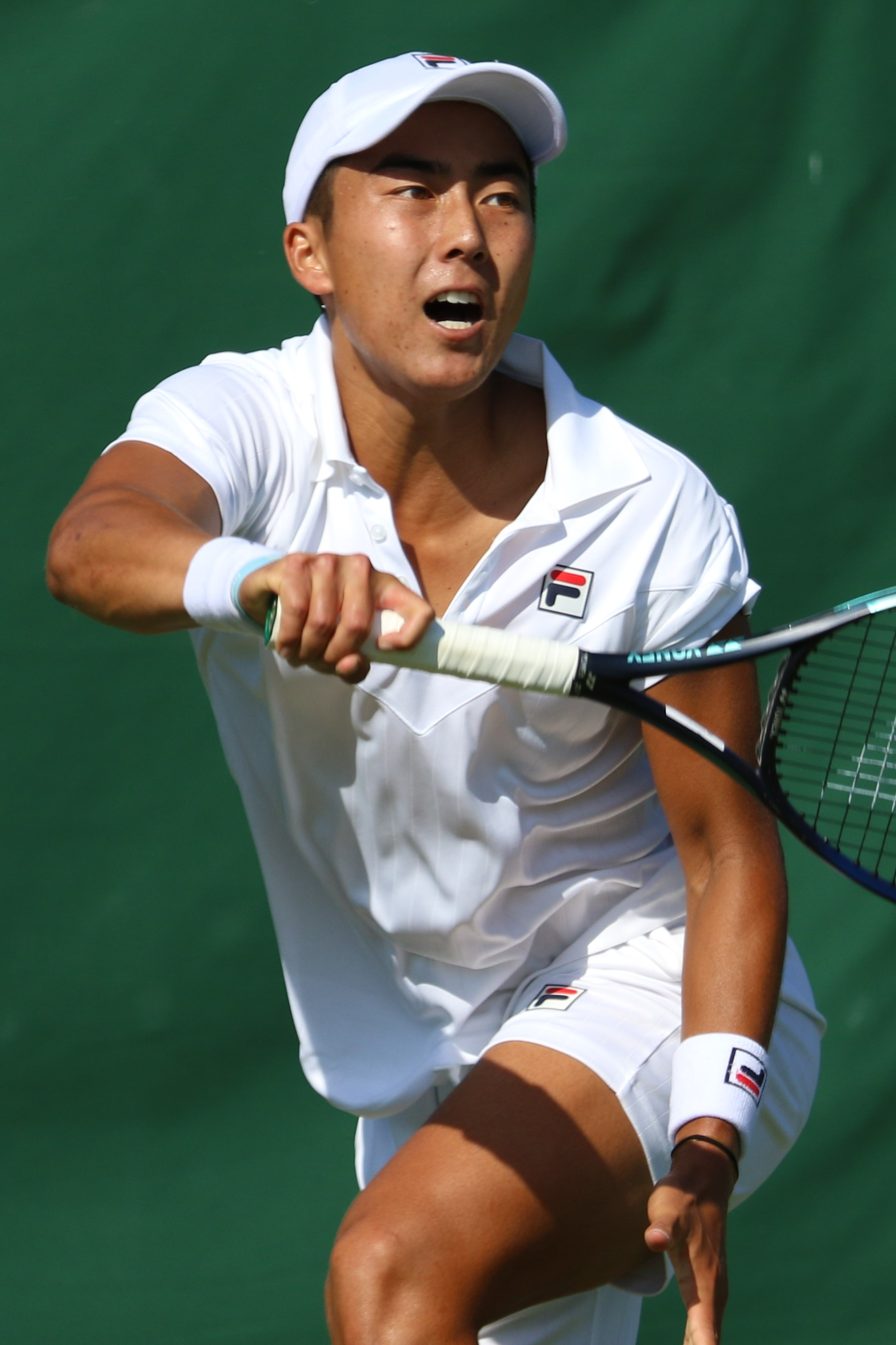
Rinky Hijikata (* 2001)

- Hijikata, Tatsumi (1928–1986), japanischer Butō-Tänzer
- Hijikata, Tōrei (1741–1807), japanischer Maler
- Hijikata, Toshizō (1835–1869), japanischer Samurai, stellvertretender Kommandeur einer japanischen Schutztruppe
- Hijikata, Yoshi (1898–1959), japanischer Theaterleiter
- Hijiya-Kirschnereit, Irmela (* 1948), deutsche Japanologin und Übersetzerin

### Hijj
- Hijjawi, Sa’id (* 1945), jordanischer Rechtswissenschaftler

### Hijl
- Hijleh, Mark (* 1963), US-amerikanischer Komponist, Dirigent und Musikpädagoge

### Hijm
- Hijmans van den Bergh, Abraham Albert (1869–1943), niederländischer Physiologe und Hochschullehrer
- Hijmans, Wiek (* 1967), niederländischer Gitarrist und Komponist

### Hijo
- Hijosa, Carmen (* 1952), spanische Textildesignerin und Unternehmerin

### Hijr
- Hijrat, Edris (* 1990), afghanisch-norwegischer Fußballspieler
- Hijri, Mustafa (* 1945), iranisch-kurdischer Politiker

### Hiju
- Hijuelos, Oscar (1951–2013), US-amerikanischer Schriftsteller
- Hijum, Eddy van (* 1972), niederländischer Politiker und Verwaltungsfachmann

### Hijz
- Hijzelendoorn, Jan jr. (1929–2008), niederländischer Radrennfahrer
- Hijzelendoorn, Jan sr. (1904–1974), niederländischer Radrennfahrer